# Anoploderma
Anoploderma es un género de escarabajos de la familia Cerambycidae o familia Vesperidae según otras taxonomías.

## Especies
Se reconocen las siguientes:
- Anoploderma bicolor
- Anoploderma breueri
- Anoploderma peruvianum